# Charles Stevens
Pour les articles homonymes, voir Stevens.
Charles Stevens (né le 26 mai 1883 à Solomonville, en Arizona et mort le 29 août 1964 à Hollywood en Californie) est un acteur américain. Stevens est apparu dans près de 200 films entre 1915 et 1961. Ami proche de Douglas Fairbanks, il a joué dans presque tous les films de celui-ci. Contrairement à une rumeur répandue par le service de presse de Fairbanks; Stevens n'est pas le petit fils de Geronimo.

## Filmographie partielle
- 1916 : Le Mystère du poisson volant (The Mystery of the Leaping Fish) de Christy Cabanne et John Emerson
- 1916 : L'Américain (The Americano) de John Emerson
- 1916 : Paria de la vie (The Good Bad Man) d'Allan Dwan
- 1917 : A Modern Musketeer réalisé par Allan Dwan
- 1920 : Une poule mouillée (The Mollycoddle) de Victor Fleming
- 1920 : Le Signe de Zorro (The Mark of Zorro) de Fred Niblo et Theodore Reed
- 1921 : Les Trois Mousquetaires (The Three Musketeers) de Fred Niblo
- 1922 : The Primitive Lover de Sidney Franklin
- 1924 : Empty Hands de Victor Fleming
- 1925 : Don X, fils de Zorro (Don Q Son of Zorro) de Donald Crisp
- 1925 : Le Fils de la prairie (Tumbleweeds) de King Baggot
- 1925 : A Son of His Father de Victor Fleming
- 1926 : Le Pirate noir (The Black Pirate) d'Albert Parker
- 1926 : Mantrap de Victor Fleming
- 1926 : Marquita l'espionne (Across the Pacific) de Roy Del Ruth
- 1927 : Le Gaucho (The Gaucho) de F. Richard Jones
- 1928 : Le Clan des aigles (Stand and Deliver) de Donald Crisp
- 1929 : Le Masque de fer (The Iron Mask) d'Allan Dwan
- 1930 : La Piste des géants (The Big Trail) de Raoul Walsh
- 1934 : La Cucaracha de Lloyd Corrigan (court métrage)
- 1935 : L'Appel de la forêt (The Call of the wild) de William A. Wellman : François
- 1936 : The Bold Caballero de Wells Root : capitaine Vargas
- 1936 : Le Rêve de sa vie (Give Us This Night) d'Alexander Hall
- 1938 : The Renegade Ranger de David Howard
- 1942 : Mabok, l'éléphant du diable (Beyond the Blue Horizon) d'Alfred Santell
- 1944 : Marked Trails de John P. McCarthy
- 1946 : Tanger (Tangier), de George Waggner (non crédité)
- 1947 : L'Exilé (The Exile) de Max Ophuls
- 1947 : Sinbad le marin (Sinbad the Sailor) de Richard Wallace
- 1950 : La Ruée vers la Californie (California Passage) de Joseph Kane : Pedro
- 1950 : Embuscade (Ambush) de Sam Wood
- 1953 : Vaquero (Ride, Vaquero!) de John Farrow : un vaquero